# William B. Umstead

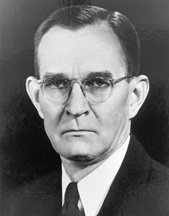
William B. Umstead

William Bradley Umstead (* 13. Mai 1895 im Mangum Township, Durham County, North Carolina; † 7. November 1954 in Durham, North Carolina) war ein US-amerikanischer Politiker und der 63. Gouverneur von North Carolina. Diesen Bundesstaat vertrat er außerdem in beiden Kammern des Kongresses.

## Frühe Jahre und politischer Aufstieg
William Umstead besuchte die Durham High School und bis 1916 die University of North Carolina in Chapel Hill. Seine Ausbildung wurde durch den Ersten Weltkrieg unterbrochen, an dem er als Oberleutnant teilnahm. Nach dem Ende des Krieges studierte er an der Duke University Jura. Nach seiner Zulassung als Anwalt begann er in Durham eine juristische Laufbahn. Zwischen 1922 und 1926 war er Bezirksstaatsanwalt im Durham County. Anschließend fungierte er bis 1933 als Staatsanwalt im zehnten Gerichtsbezirk von North Carolina.
Als Mitglied der Demokratischen Partei war er von 1933 bis 1939 Abgeordneter im US-Repräsentantenhaus in Washington, D.C. Im Jahr 1944 war er Wahlkampfmanager von R. Gregg Cherry. Nach dem Tod von US-Senator Josiah William Bailey im Dezember 1946 rückte er für diesen nach, um die Vakanz zu füllen. Bei der nächsten Wahl wurde er aber nicht erneut gewählt.

## Gouverneur von North Carolina
Für die 1952 anstehenden Gouverneurswahlen wurde Umstead von seiner Partei als Kandidat nominiert, wobei er sich mit 67,5 Prozent der Stimmen klar gegen den Republikaner Herbert Seawell durchsetzte. Seine Amtszeit begann am 8. Januar 1953. Bereits zwei Tage später erlitt er einen Herzinfarkt. In der Folge war er gesundheitlich angeschlagen. Trotzdem konnte er die Amtsgeschäfte zunächst weiterführen. In seiner Amtszeit wurde ein Schulausschuss ins Leben gerufen, der aus Mitgliedern beider Rassen bestand. Das Begnadigungskomitee wurde neu organisiert und die Industrie gefördert. Allerdings verschlechterte sich der Gesundheitszustand des Gouverneurs immer mehr und am 7. November 1954 starb er im Amt. Vizegouverneur Luther Hodges beendete seine Amtsperiode. Umstead war mit Merle Davis verheiratet.